# Ottone IV di Brandeburgo
Ottone IV di Brandeburgo, detto "Ottone con la freccia" (1238 circa – 27 novembre 1308 o 1309), fu margravio di Brandeburgo.
Appartenente alla dinastia degli Ascanidi, Ottone era figlio di Giovanni I di Brandeburgo e di Sofia di Danimarca. I nonni materni erano Valdemaro II di Danimarca e Berengaria del Portogallo e quelli paterni Alberto II di Brandeburgo e Matilde di Groitzsch. La sua sorellastra Agnese fu regina consorte di Danimarca.

## Biografia

### Margraviato
Dopo la morte del padre nel 1266 e di quella del fratello Ottone III l'anno successivo, Ottone assunse la titolarità del margraviato insieme ai suoi fratelli e cugini, sui quali tuttavia esercitò la supremazia. Regnarono con lui :
- il fratello maggiore Giovanni II fino al 1281.
- il fratello minore Corrado I fino al 1304.
- il cugino minore Ottone V fino al 1298.
- il cugino minore Alberto III fino al 1300.

Nel 1269 gli Ascanidi, con il trattato di Arnswalde, conferirono al duca di Pomerelia Mestwin II il Brandeburgo in feudo. Ne derivarono numerosi contrasti che portarono nel 1278 Mestwin a schierarsi contro il Brandeburgo.
Su spinta di Ottone nel 1277 il fratello minore Enrico di Brandeburgo fu scelto come candidato ad arcivescovo di Brandeburgo. 
La famiglia brandeburghese della linea di Querfurt espresse a sua volta un candidato e fra le due parti si venne a un compromesso, che portò alla cattedra episcopale di Brandeburgo Günther I di Schwalenberg. Ciò condusse a lunghe ostilità fra Ottone e il capitolo del duomo. Nella battaglia di Frohse Ottone di Magdeburgo fu preso prigioniero e rinchiuso in una gabbia, dalla quale il suo consigliere Johann von Buch lo liberò pagando un riscatto di 4 000 libbre d'argento. I conflitti continuarono anche sotto il successore di Günther, Bernhard III von Wölpe. Nel 1280 Ottone fu colpito presso Staßfurt da una freccia, che presumibilmente deve aver portato in capo per un anno, il che diede origine al suo soprannome. 
La cronologia degli eventi successivi non è chiara: si sa per certo che solo nel 1283, dopo l'approvazione di papa Martino IV, il fratello Erich poté salire sulla cattedra di vescovo di Brandeburgo.
Nel 1278 Ottone IV condusse un'altra campagna militare a favore di suo cugino Ottone V in Ungheria come alleato di Ottocaro II di Boemia, che a sua volta era parente di Ottone V. Nel 1278 Ottocaro perse la vita nella battaglia di Marchfeld contro Rodolfo I d'Asburgo.
Ottone V era stato designato tutore del figlio di Ottocaro Venceslao, di soli sette anni. Rodolfo I, impegnato in altri conflitti, lasciò l'erede al trono ad Ottone V che lo portò con sé nel 1279 a Spandau come ostaggio. Non gli riuscì però di trarre profitto dalla situazione di caos in cui era caduta la Boemia a causa della guerra e della carestia. Alla fine, nel 1283, Venceslao fu liberato nell'Oberlausitz in cambio di un riscatto e di cessioni di territorio.
Nel 1283 la pace di Rostock sancì l'alleanza delle città anseatiche, guidata da Lubecca e formata dalle città di Wismar, Rostock, Stralsund, Greifswald, Stettino, Demmin e Anklam, con Boghislao IV di Pomerania, Vitslav II Rügen e Giovanni I di Sassonia-Lauenburg contro il Brandeburgo.
Ottone IV e gli altri co-sovrani dovettero, nel 1284, con il trattato di Vierraden, rinunciare all'occupazione della Pomerania.
Nel 1290 all'interno della famiglia degli Ascanidi sorse un conflitto tra i "giovanniani" Ottone IV e il suo cugino e co-sovrano "ottoniano" Ottone V di Brandeburgo detto il Lungo, che si alleò con i Piasti di Slesia. La controversia, che nel 1294 sfociò in un conflitto armato, fu risolta nel 1295 dal re Adolfo I. In quello stesso anno Ottone concluse un'alleanza con Ottone II di Braunschweig-Lüneburg.
Nel 1291 Ottone IV acquistò il margraviato di Landsberg e nel 1292 la contea palatina di Turingia.
Nel 1296 gli Ascanidi brandeburghesi diedero inizio ad una guerra contro Przemysł II di Polonia che occupava la Pomerania, territorio a cui mirava anche il Brandeburgo, per avere accesso al Mar Baltico. Tale accesso fu ancor più difficile, quando Venceslao II divenne re di Polonia. Nello stesso anno il margravio fece distruggere la rocca di Weinberg a  Hitzacker, poiché di lì i predoni di Hermann Ribe assalivano le carovane di mercanti.
Nel 1298 anche Ottone partecipò alla deposizione del re Adolfo I, ma non alla seguente campagna militare contro di lui.
Seguirono ulteriori conflitti contro Nicola di Rostock e Wizlaw II di Rügen, come seguito della guerra degli Herlingsberger con i duchi Enrico e Alberto II del ducato di Brunswick-Lüneburg. Anche con i vescovi di Brandeburgo sulla Havel e Havelberg vi furono liti, che culminarono persino nell'anatema e nell'interdetto.
Nel 1303 Ottone acquisì la marca di Lusazia da Teodorico IV di Lusazia.

### Carattere
È stato scritto che Ottone IV visse secondo un ideale cavalleresco. Egli fu descritto come «uno dei più splendenti e cavallereschi principi del suo tempo». La sua biografia inoltre lo ritrae come uomo di carattere litigioso. Fu noto anche come troviero (Minnesänger) e sono state tramandate di lui sette canzoni in dialetto della Germania superiore, anche se ritenute di qualità inferiore ad altre contemporanee.

## Matrimoni e discendenza
Ottone IV si sposò due volte, ma non ebbe figli. Nel 1279 sposò , in prime nozze, Heilwig († 1305 o 1307), figlia del conte Giovanni I di Holstein-Kiel. La sua seconda moglie, Jutta, sposata nel 1308, era figlia del conte Bertoldo VIII di Henneberg e vedova di Teodorico IV di Lusazia; Jutta sopravvisse anche al suo secondo marito e morì nel 1315.

## Ascendenza
|                           |                          |                         | Genitori                             |  |  | Nonni |  |  | Bisnonni                |  |  | Trisnonni                |  |
|                           |                          |                         |                                      |  |  |       |  |  | Ottone I di Brandeburgo |  |  | Alberto I di Brandeburgo |  |
|                           |                          |                         |                                      |  |  |       |  |  | Ottone I di Brandeburgo |  |  | Alberto I di Brandeburgo |  |
|                           |                          | Sofia di Winzenburg     |                                      |  |  |       |  |  | Ottone I di Brandeburgo |  |  |                          |  |
| Alberto II di Brandeburgo |                          |                         |                                      |  |  |       |  |  | Ottone I di Brandeburgo |  |  |                          |  |
|                           |                          | Adele d'Olanda          | Fiorenzo III d'Olanda                |  |  |       |  |  |                         |  |  |                          |  |
|                           |                          | Adele d'Olanda          | Fiorenzo III d'Olanda                |  |  |       |  |  |                         |  |  |                          |  |
|                           |                          | Adele d'Olanda          | Ada di Scozia                        |  |  |       |  |  |                         |  |  |                          |  |
| Giovanni I di Brandeburgo |                          | Adele d'Olanda          |                                      |  |  |       |  |  |                         |  |  |                          |  |
|                           |                          | Corrado II di Lusazia   | Dedi III di Lusazia                  |  |  |       |  |  |                         |  |  |                          |  |
|                           |                          | Corrado II di Lusazia   | Dedi III di Lusazia                  |  |  |       |  |  |                         |  |  |                          |  |
|                           |                          | Corrado II di Lusazia   | Matilde di Heinsberg                 |  |  |       |  |  |                         |  |  |                          |  |
| Matilde di Groitzsch      |                          | Corrado II di Lusazia   |                                      |  |  |       |  |  |                         |  |  |                          |  |
|                           |                          | Elisabetta di Polonia   | Miecislao III di Polonia             |  |  |       |  |  |                         |  |  |                          |  |
|                           |                          | Elisabetta di Polonia   | Miecislao III di Polonia             |  |  |       |  |  |                         |  |  |                          |  |
|                           |                          | Elisabetta di Polonia   | Elisabetta d'Ungheria                |  |  |       |  |  |                         |  |  |                          |  |
| Ottone IV di Brandeburgo  |                          | Elisabetta di Polonia   |                                      |  |  |       |  |  |                         |  |  |                          |  |
|                           | Valdemaro I di Danimarca | Canuto Lavard           |                                      |  |  |       |  |  |                         |  |  |                          |  |
|                           | Valdemaro I di Danimarca | Canuto Lavard           |                                      |  |  |       |  |  |                         |  |  |                          |  |
|                           | Valdemaro I di Danimarca | Ingeborg Mstislavna     |                                      |  |  |       |  |  |                         |  |  |                          |  |
| Valdemaro II di Danimarca | Valdemaro I di Danimarca |                         |                                      |  |  |       |  |  |                         |  |  |                          |  |
|                           |                          | Sofia di Minsk          | Volodar Glebovich                    |  |  |       |  |  |                         |  |  |                          |  |
|                           |                          | Sofia di Minsk          | Volodar Glebovich                    |  |  |       |  |  |                         |  |  |                          |  |
|                           |                          | Sofia di Minsk          | Richeza di Polonia                   |  |  |       |  |  |                         |  |  |                          |  |
| Sofia di Danimarca        |                          | Sofia di Minsk          |                                      |  |  |       |  |  |                         |  |  |                          |  |
|                           |                          | Sancho I del Portogallo | Alfonso I del Portogallo             |  |  |       |  |  |                         |  |  |                          |  |
|                           |                          | Sancho I del Portogallo | Alfonso I del Portogallo             |  |  |       |  |  |                         |  |  |                          |  |
|                           |                          | Sancho I del Portogallo | Mafalda di Savoia                    |  |  |       |  |  |                         |  |  |                          |  |
| Berengaria del Portogallo |                          | Sancho I del Portogallo |                                      |  |  |       |  |  |                         |  |  |                          |  |
|                           |                          | Dolce di Barcellona     | Raimondo Berengario IV di Barcellona |  |  |       |  |  |                         |  |  |                          |  |
|                           |                          | Dolce di Barcellona     | Raimondo Berengario IV di Barcellona |  |  |       |  |  |                         |  |  |                          |  |
|                           |                          | Dolce di Barcellona     | Petronilla d'Aragona                 |  |  |       |  |  |                         |  |  |                          |  |
|                           |                          | Dolce di Barcellona     |                                      |  |  |       |  |  |                         |  |  |                          |  |

## Monumento

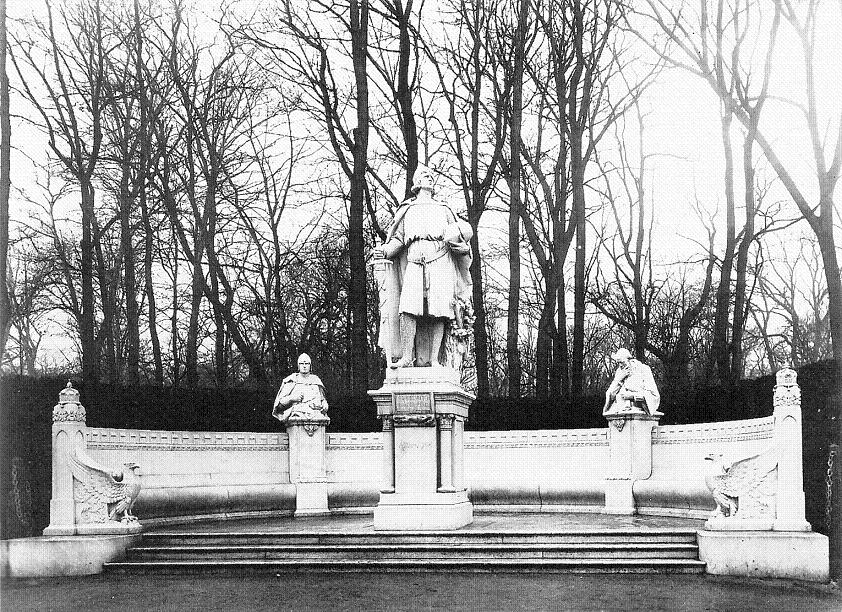
Monumento nel Siegesallee

Per il viale della Vittoria (Siegesallee) di Berlino, lo scultore Karl Begas realizzò un monumento con al centro la statua di Ottone, affiancata dai busti di Johann von Kröchers, detto Droiseke, e del suo liberatore Johann von Buch. Il gruppo statuario fu scoperto il 22 marzo 1899.